# Contea di Fangcheng
Fangcheng (固始县) è una contea della Provincia di Henan, in Cina.